# وسرسف
وسرساف /ˈoʊzərˌsɛf/ هي شخصية أسطورية من شخصيات مصر القديمة قد تمت مساواتها بشخصية موسى . وقد روى المؤرخ البطلمي المصري مانيتون قصته في كتابه إيجيبتياكا في النصف الأول من القرن الثالث قبل الميلاد؛ وعلى الرغم من أن أعمال مانيتون قد ضاعت، إلا أن المؤرخ اليهودي جوزيفوس قد قام بالإقتباس منها على نطاق واسع في القرن الأول الميلادي.
القصة تدور حول شخصية وسرساف، التي يظهر فيها في صورة كاهن مصري مارق يقود جيش من المصابين بمرض الجزام والشخصيات النجسة ضد ملك مصري يُسمى أمينوفيس. و يتم طرد الملك المصري إلى خارج البلاد، ويقوم جيش المصابين بالجزام بإرتكاب العديد من جرائم التدنيس ضد المعبودات المصرية وذلك بمساعدة حلفائهم الهكسوس (الذين قام مانيتون أيضاً بسرد قصتهم) مخربين مصر، وذلك قبل عودة امينوفيس ويقوم بنفيهم إلى خارج البلاد. و يقوم وسرساف قبل نهاية القصة بتغيير إسمه إلى موسى.
يدور كثيراً من الجدل حول مدى صحة قصة وسرساف من الناحية التاريخية. فالقصة إرتبطت بالدعاية المضادة لليهود في القرن الأول والثاني قبل الميلاد بإعتبارها إنعكاساً لقصة الخروج، إلا أن الدراسة المؤثرة التي قام بإجراءها عالم المصريات Jan Assmann تشير لعدم وجود أي حادثة أو شخصية تاريخية تقف خلف هذه الإسطورة، وأنها بدلاً من ذلك تمثل خلط للعديد من الصدمات التاريخية لا سيما إصلاحات أخناتون الدينية (أمينوفيس الرابع).

## القصة
إن قصة وسرساف معروفة من خلال إقتباسها من كتاب إجيبتياكا حول تاريخ مصر لصاحبه المؤرخ المصري مانيتون، وكتاب جوسيفوس ضد أبيون.  الأولى هي رواية مانيتون حول طرد الهكسوس (الاسم صاغه مانيتون) و إستيطانيهم في يهودا، حيث عثروا على مدينة القدس. و من ثم إستخلص جوسيفوس إستنتاجه بأن الهكسوس الذين رواهم مانيتون كانوا هم يهود الخروج، على الرغم من أن مانيتون نفسهم لم يقوم بإستخلاص هذا الإستنتاج.
أما الثانية فتخبرنا من بعدها بحوالي مائتين عاماً بقصة وسرساف. فوفقاً لجوسيفوس يقوم مانيتون بوصف وسرساف على أنه كبير كهنة مستبد لأوزيريس في معبد عين شمس. و كان الملك المصري يرغب في رؤية الآلهة، إلا أنه كي يحقق ذلك لابد أولاً أن يطهر مصر من مرضى الجذام وغيرهم من الأنجاس، فجمع 80,000 واحد منهم للعمل في محاجر الطوب، ومن ثم حصرهم في افاريس المدينة السابقة للهكسوس في شرق الدلتا. و هنا أصبح وسرساف هو قائدهم حيث أمرهم بالتخلي عن عبادة الآلهة، وأكل لحوم الحيوانات المقدسة. و من ثم دعا وسرساف الهكسوس إلى الرجوع إلى مصر، وبمساعدة حلفائهم الجدد طردوا أمينوفيس وأبنه رمسيس إلى منفاهم بالنوبة و أسسوا لعهد إمتد ثلاثة عشر عاماً من القمع الديني: تم تخريب القرى والمعابد، وتدمير مشاهد الألهة، وحولوا المزارات إلى مطابخ، وتم شوي الحيوانات المقدسة على النار، حتى عاد في نهاية الأمر أمينوفيس ورمسيس لينفوا مرضى الجزام والهكسوس وإستعادوا الديانة المصرية القديمة. و في نهاية القصة أخبر مانيتون بأن وسرساف أخذ لنفسه اسم «موسى».

## التفسير
لقد تم تقديم ثلاثة تفسيرات لهذه القصة: الأولى كذكرى لفترة العمارنة، و الثانية كذكرى لفترة الهكسوس، والثالثة كدعاية مضادة لليهود. و كل تفسير له دليل يدعمه: فإسم الملك المصري أمينوفيس وسمات الصراع الديني يتلائم مع إصلاح العمارنة للديانة المصرية؛ واسم أفاريس و ربما اسم وسرساف يتلائم مع فترة الهكسوس، والمؤامرة ككل هي إنعكاس واضح لقصة الخروج اليهودية واضعةً اليهود في قالب سيئ. و على الرغم من ذلك فإنه لا توجد نظرية واحدة تستطيع تفسير كل هذه العناصر. و تشير دراسة مؤثرة قام بإعدادها عالم المصريات Jan Assmann إلى أن القصة ليس لها مصدر وحيد بل تجمع العديد من التجارب التاريخية داخل الذاكرة الشعبية لا سيما الأحداث أثناء فترات الهكسوس والعمارنة. و عموماً قد تم رفض النظرية الأخرى التي تعتبر وسرساف الشخصية التاريخية للمستشار باي، و هو إغتصاب سوري مزعوم لعرش مصر بعد الأسرة التاسعة عشر.
من المحتمل أن قصة وسرساف، أو على الأقل النقطة التي غير عندها وسرساف إسمه إلى موسى، هي تغيير في قصة مانيتون الأصلية تم صياغتها في القرن الأول قبل الميلاد عندما كانت المشاعر المعادية لليهود في مصر في قمتها، نظراً لأنه بدون قصة مانيتون تلك فلا يوجد ذكر لليهود على الإطلاق. و إذا كانت القصة هي جزء أصلي من تاريخ مصر الذي كتبه مانيتون، فالسؤال المطروح هو أين يستطيع مانيتون سماع مثل هذه القصة، حيث أن الترجمة السبعينية اليونانية للتوراة العبرانية (أي رواية الخروج) لم تكن قد كتبت بعد عندما كان مانيتون يكتب تاريخ مصر. إلا إذا وضعنا في الإعتبار إحتمالية أنه سمعها كرواية يهودية شفهية، أو أنها على نحو آخر ترجمة غير معروفة كانت موجودة قبل الترجمة السبعينية.